# Гроссето-Прунья
Гроссето-Прунья (фр. Grosseto-Prugna, корс. Grussetu è a Prugna) — коммуна во Франции, находится в регионе Корсика. Департамент коммуны — Южная Корсика. Административный центр кантона Тараво-Орнано. Округ коммуны — Аяччо.
Код INSEE коммуны — 2A130.

## Население
Население коммуны на 2008 год составляло 2609 человек.
| 1962 | 1968 | 1975 | 1982 | 1990 | 1999 | 2008 |
| ---- | ---- | ---- | ---- | ---- | ---- | ---- |
| 422  | 444  | 843  | 1542 | 1943 | 2152 | 2609 |

## Экономика

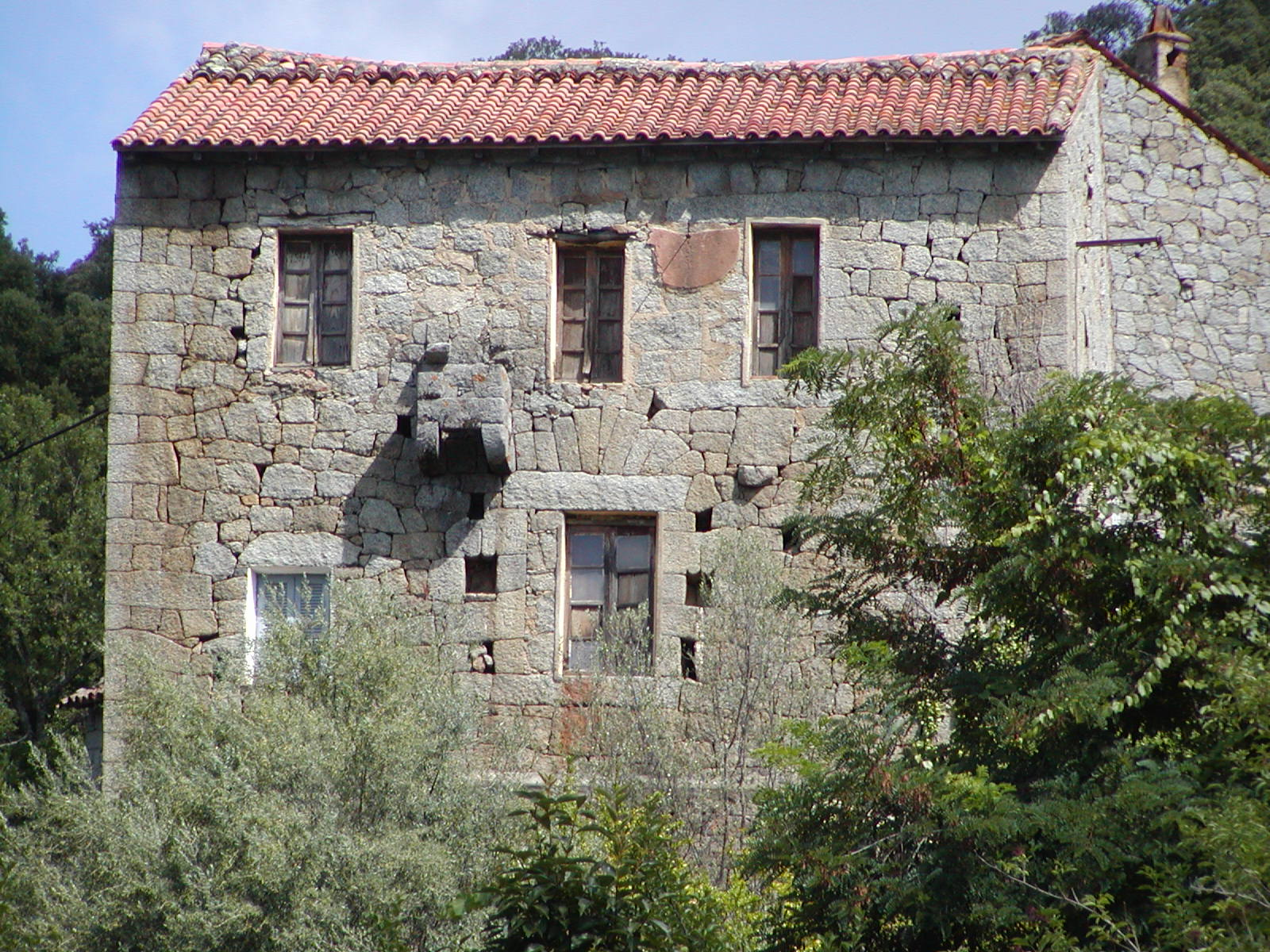
Торра

В 2007 году среди 1771 человек в трудоспособном возрасте (15—64 лет) 1229 были экономически активными, 542 — неактивными (показатель активности — 69,4 %, в 1999 году было 63,7 %). Из 1229 активных работали 1124 человека (639 мужчин и 485 женщин), безработных было 105 (41 мужчина и 64 женщины). Среди 542 неактивных 131 человек были учениками или студентами, 183 — пенсионерами, 228 были неактивными по другим причинам.
В 2008 году в коммуне насчитывалось 1162 облагаемых налогом домохозяйств, в которых проживали 2711 человек, медиана доходов составляла 22 007 евро на одного человека.